# Žanis-Lipke-Gedenkstätte
Die Žanis-Lipke-Gedenkstätte ist ein Museum in der lettischen Hauptstadt Riga.
Das Museum ist Jānis Lipke gewidmet, einem Letten, der während des Zweiten Weltkriegs dutzenden geflohenen Juden aus dem Ghetto von Riga und Vernichtungslagern in Lettland durch jahrelanges Verstecken und Versorgen rettete. Das wichtigste Versteck war in einem von ihm errichteten unterirdischen Bunker unter einer Holzhütte auf seinem Grundstück, neben seinem Haus in Riga. Das heutige Museum befindet sich am nächsten Grundstück in derselben Sackgasse, neben dem ehemaligen Bunker.

## Baugeschichte der Verstecks
Nach Einmarsch der deutschen Wehrmacht in Lettland, bei ihrem Überraschungsangriff auf Russland im Zweiten Weltkrieg, begann Jānis Lipke die ersten verfolgten Juden an verschiedenen Orten in Riga zu verstecken. Im Winter 1941/1942 wurde es ihm zu gefährlich, Menschen verstreut in Riga und in seinem eigenen Haus zu beherbergen. Er begann, unter dem Holzschuppen der neben seinem Haus im Stadtteil Kipsala stand, einen Unterschlupf zu bauen. Im Januar 1942 grub er nachts alleine den ersten Bunker aus. Zu Beginn beherbergte dieser Bunker vier Personen. Im Frühjahr 1942 brach der Bunker zusammen, als das Tauwetter einsetzte. Er baute sofort einen besser gestalteten Ersatz. In diesem verbesserten Bunker befanden sich von 1942 bis zum befreienden Einmarsch der Roten Armee Oktober 1944, jeweils acht bis zwölf Juden, die er auch geheim versorgte.
Nach dem Krieg benutzte Janis Lipke den Bunker als Autogrube. Im Laufe der Zeit brach die Grube ein und der darüber stehende Schuppen brannte in den 1980er Jahren ab.

## Entstehung und Betrieb der Gedenkstätte

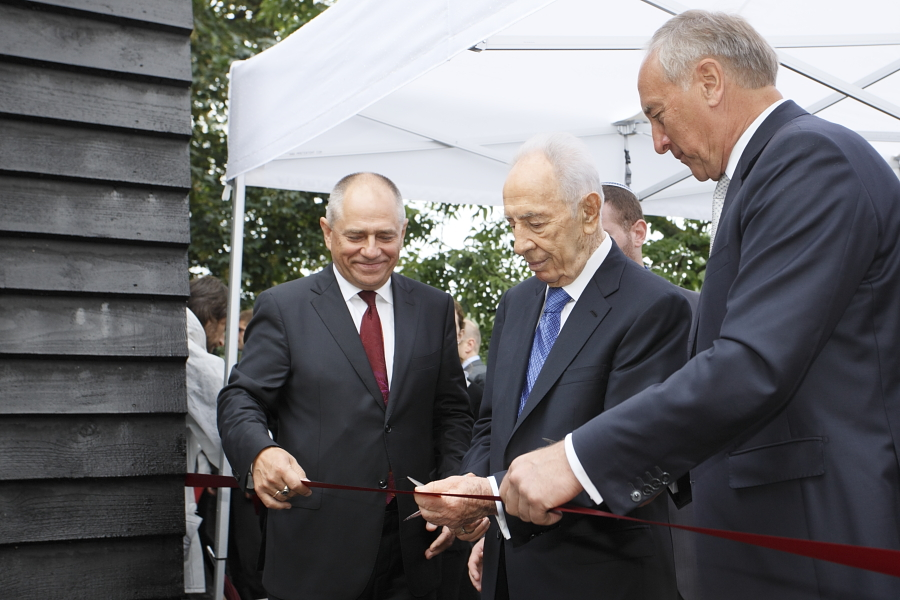
Eröffnung der Žanis Lipke Erinnerungsstätte 2012; President von Israel Shimon Peres (Mitte), President von Lettland Andris Bērziņš (Erster von rechts) und Māris Gailis, einem der Ideengründer des Museum

Die Idee für das Museum entstand im Jahr 2000. 2005 wurde von engagierten Bürgern Lettlands ein Verein gegründet, um ein Museum zu errichten und an den mutigen, gefährlichen und geschickten Widerstand gegen das deutsch geführte NS-Regime in Riga zu erinnern.
Im Jahr 2012 wurde das Museum offiziell vom lettischen Präsidenten Andris Bērziņš und dem israelischen Präsidenten Shimon Peres eröffnet.
2024 war das Museum an 6 Tagen der Woche am Nachmittag geöffnet. Der Eintritt ist frei.
Der Betrieb des Museums wird unterstützt von Freiwilligen des österreichischen Gedenkdienstes, für die das Museum eine offiziell anerkannte Stelle zur Ableistung ihres Wehrersatzdiensts  darstellt. Diese Gedenkdiener helfen bei deutschen und englischen Museumsführungen und auch Dokumentationsarbeiten, wie etwa der Aufarbeitung deutscher Kriegs-Akten zur Judenverfolgung in Lettland. Weiters unterstützen sie den Betreiberverein bei Veranstaltungen.